# Anders Johansson (politiker)
 Der er flere personer med dette navn, se Anders Johansson.
Anders Retz Johansson (født 9. marts 1981) er en dansk politiker der er medlem af det Konservative Folkeparti.
Han sidder i byrådet i Svendborg Kommune og har været i Folketinget som stedfortræder for Mai Mercado.